# Arquidiocese de Bucareste
Arquidiocese de Bucareste (em romeno:  Arhiepiscopia Bucureștilor) é uma diocese da Igreja Ortodoxa Romena com sede na cidade de Bucareste. Faz parte da metrópole da Muntenia e Dobruja. Une as paróquias e mosteiros do município de Bucareste, os condados de Ilfov e Prahova.
Em 2014, a arquidiocese incluía 712 unidades eclesiais (634 paróquias e 78 fazendas), 33 comunidades monásticas (26 mosteiros e 6 sketes), nas quais viviam 784 monges. O serviço era realizado por 977 padres.
A arquidiocese é chefiada pelo Patriarca da Romênia.

## História
Na segunda metade do século XVII, a capital da Valáquia foi transferida de Targoviste para Bucareste, e com ela foi transferida a sé do Metropolita da Ungro-Valáquia. O Metropolita Teodósio (1668-1672, 1679-1708) tornou-se o primeiro detentor do título de Arcebispo de Bucareste e de Toda a Ungro-Valáquia.
A diocese estendeu sua jurisdição a 9 condados: Arges, Dymbovica, Ialomica, Ilfov, Muscel, Prahova, Olt, Teleorman e Vlaska. Em 1792, foi alocada uma nova diocese de Arges, centrada em Curtea de Arges, subordinada à metrópole da Ungro-Valáquia. Incluía Arges e Olt.
Em 2 de fevereiro de 1836, um seminário foi aberto em Bucareste. Devido ao pequeno número de padres, até 1848 também havia cursos especiais para o ensino dos serviços religiosos.
Em 11 de janeiro de 1865, Alexandre Cuza concedeu ao metropolita Nifonte Rusaile o título de Metropolita Primaz, o que significou a efetiva proclamação da autocefalia da Igreja romena. Bucareste tornou-se o centro da nova Igreja.
Em 19 de novembro de 1872, o Seminário Nifonte Rusaile foi fundado em Bucareste, que existia à custas da propriedade de seu fundador.
Em meados do século XIX, a Arquidiocese de Bucareste incluía 9 decanatos, que incluíam 1029 paróquias, 1680 igrejas, 1547 padres, 17 mosteiros e sketes, nos quais viviam 920 habitantes.
Em 4 de fevereiro de 1925, a Igreja romena foi proclamada patriarcado. Em 1º de novembro de 1925, Miron Cristea tornou-se o primeiro patriarca, que recebeu o título de ""Arcebispo de Bucareste, Metropolita de Ungro-Valáquia, lugar-tenente do Trono de Cesareia e Capadócia, Patriarca da Romênia".
Em 1951, a arquidiocese incluía 1.624 paróquias e 116 fazendas, 1.754 templos, 2.231 padres, 32 mosteiros e sketes (21 masculinos e 11 femininos), nos quais viviam 1.353 monges (360 monges e 993 freiras).

## Estrutura
Para 2019, as paróquias da arquidiocese estão divididas em 13 decanatos (protoiérias):
- Primeira Capital - 36 paróquias;
- Segunda Capital - 41 paróquias;
- Terceira Capital - 49 paróquias;
- Quarta Capital - 32 paróquias;
- Quinta Capital - 23 paróquias;
- Sexta Capital - 23 paróquias;
- Ilfov Sul - 73 paróquias;
- Ilfov Norte - 77 paróquias;
- Ploiesti Sul - 61 paróquias;
- Ploiesti Norte – 60 paróquias;
- Campina - 78 paróquias;
- Valeni de Munte - 75 paróquias;
- Urlatsi – 69 paróquias.